# Neelix (muzyk)
Neelix, właśc. Henrik Twardzik (ur. 11 września 1975 w Hamburgu, Niemcy) – niemiecki DJ i producent. Muzyką jako DJ zajmuje się od 1998 roku, a od 2000 także jako producent. W roku tym także przyjął swój pseudonim artystyczny Neelix.
Z początku tworzył psychedelic trance a obecnie – progressive trance. W niektórych kompozycjach daje się także wyczuć elementy electro i house. Neelix szybko wypracował swój unikatowy styl dla którego charakterystyczne są dynamiczne linie basowe, krótkie wstawki wokalne oraz ciekawe melodie i efekty dźwiękowe. Dzięki temu na scenie progressive stał się łatwo rozpoznawalny.
Poza własnymi albumami Neelix może pochwalić się także kilkunastoma nagraniami zamieszczonymi na kompilacjach wydanych dla różnych wytwórni. Uczestniczy w różnych imprezach i festiwalach na całym świecie. Grał w Szwecji, Danii, Grecji, Szwajcarii, Austrii, Wielkiej Brytanii, Brazylii, Belgii, Holandii, Izraelu, Meksyku i na Węgrzech.
Neelix jest także współzałożycielem (wraz z projektem Day.Din) wytwórni płytowej: Glamour Studios w 2006.

## Dyskografia

### Single
- Chainsaw EP (2009)
- Adaption EP (2010)
- Mind Your Step EP (2010)

### Albumy
- Resident (2003)
- No Way To Leave (2005)
- The Unreleased – Second Edition (2006)
- Same Thing But Different (2007)
- You’re under Control (2008)
- When I’m Grown Up (2010)
- Rmx (2012)